# سیلئوسور
سیلئوسور (نام علمی: Siluosaurus) نام یک سرده از تیره بلندتاج‌دندانان است.